# U-Bahn-Station An den alten Schanzen
An den alten Schanzen is een spookstation metrostation in het district Donaustadt van de Oostenrijkse hoofdstad Wenen. De ruwbouw is tegelijk met de lijn gebouwd om te voorkomen dat de lijn tijdelijk gesloten moet worden zodra het station alsnog afgebouwd wordt.
In januari 2020 hebben de Wiener Linien de inschrijving voor de afbouw opgesteld. Op het terrein tussen de Aspernstraße en de Hausfeldstraße worden duizenden nieuwe woningen gebouwd en bij de oplevering van de eerste panden in 2024 moet het station gereed zijn. 